# Malombu
Malombu is een bestuurslaag in het regentschap Tapanuli Selatan van de provincie Noord-Sumatra, Indonesië. Malombu telt 825 inwoners (volkstelling 2010).